# Віндзор (Вермонт)
Віндзор (англ. Windsor) — місто (англ. town) в США, в окрузі Віндзор штату Вермонт. Населення — 3559 осіб (2020).

## Демографія
Згідно з переписом 2010 року, у місті мешкали 3553 особи в 1492 домогосподарствах у складі 898 родин. Було 1712 помешкання
Расовий склад населення:
| - 95,6 % — білих - 0,8 % — чорних або афроамериканців - 0,6 % — азіатів - 0,4 % — корінних американців |

До двох чи більше рас належало 2,2 %. Частка іспаномовних становила 1,7 % від усіх жителів.
За віковим діапазоном населення розподілялося таким чином: 20,1 % — особи молодші 18 років, 61,9 % — особи у віці 18—64 років, 18,0 % — особи у віці 65 років та старші. Медіана віку мешканця становила 42,9 року. На 100 осіб жіночої статі у місті припадало 92,3 чоловіків;  на 100 жінок у віці від 18 років та старших — 93,7 чоловіків також старших 18 років.
Середній дохід на одне домашнє господарство  становив 57 056 доларів США (медіана — 46 750), а середній дохід на одну сім'ю — 77 037 доларів (медіана — 66 779). Медіана доходів становила 43 600 доларів для чоловіків та 34 031 долар для жінок. За межею бідності перебувало 12,2 % осіб, у тому числі 24,5 % дітей у віці до 18 років та 3,6 % осіб у віці 65 років та старших.
Цивільне працевлаштоване населення становило 1710 осіб. Основні галузі зайнятості: освіта, охорона здоров'я та соціальна допомога — 33,2 %, мистецтво, розваги та відпочинок — 12,8 %, роздрібна торгівля — 11,8 %, виробництво — 11,8 %.

## Музеї
- Музей колонії Корніш